# NGC 2699
NGC 2699 este o galaxie eliptică situată în constelația Hidra. A fost descoperită în 4 ianuarie 1862 de către Heinrich Louis d'Arrest. Se află la o distanță de 27,04 de megaparseci de Pământ.